# Palazzo Nuovo
A Palazzo Nuovo Rómában a Piazza del Campidoglion, a Capitoliumi Múzeumok egyikének helyet adó palota. A Palazzo dei Conservatori épületével szemben áll. 1654-ben épült. 

## Külső hivatkozások
- A Capitoliumi Múzeumok honlapja